# Kimmo Pohjonen

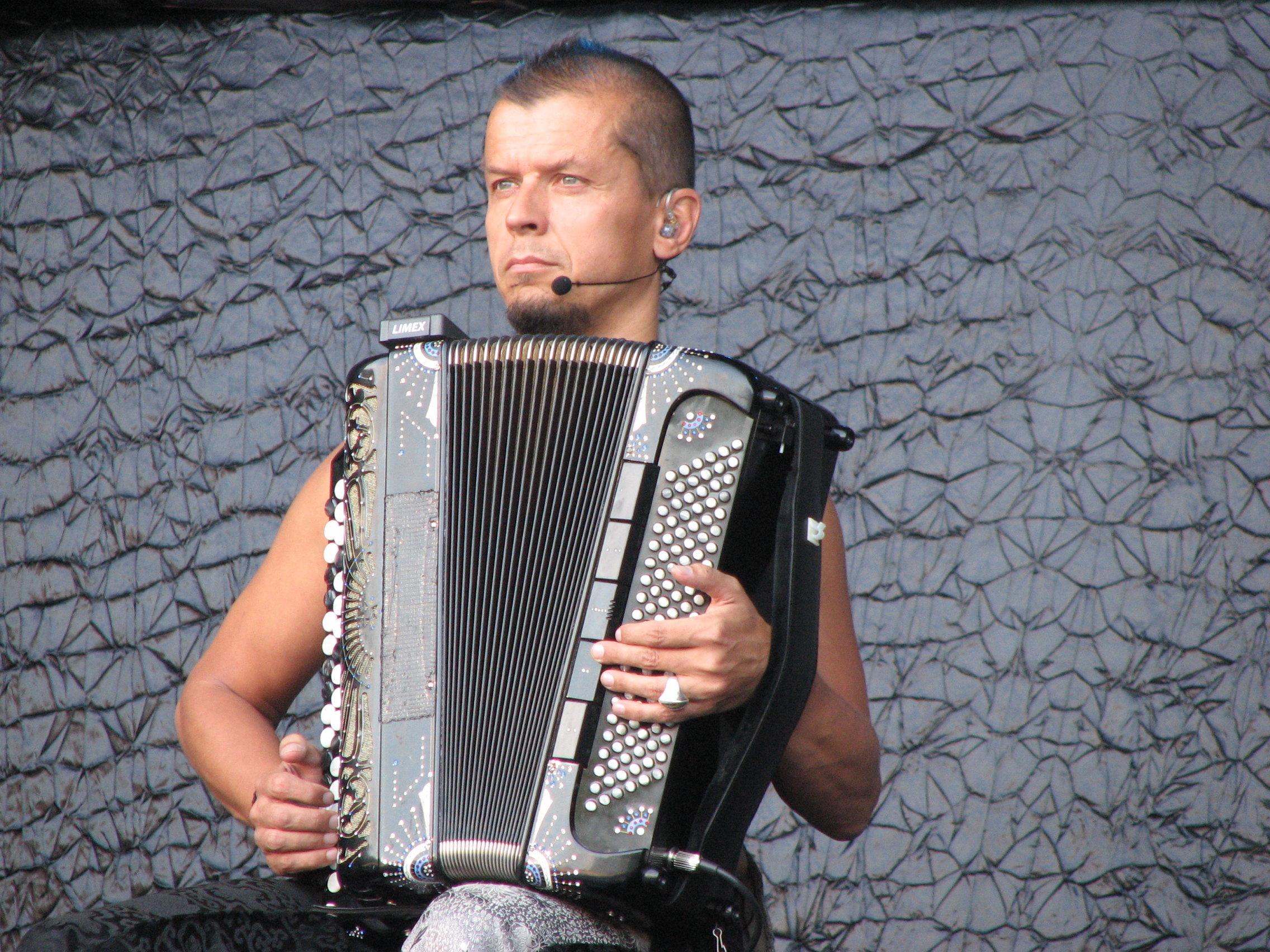
Kimmo Pohjonen (2011)

Kimmo Pohjonen (n. 16 august 1964, Viiala, Turku and Pori Province⁠(d), Finlanda) este un virtuoz acordeonist finlandez. 
Repertoriul său muzical acoperă spectrul diferitelor stiluri precum muzica populară, clasică, rock și improvizație. 
Pohjonen a studiat muzica clasică la Helsinki, dar a experimentat întotdeauna cu noi forme sonore și combinația de stiluri atât de diferite precum folk și techno. Cu trupa Ottopasuuna a îmbinat elemente din muzica populară finlandeză tradițională cu bluegrass-ul american. 
În special, prin utilizarea efectelor și mostrelor electronice, el a extins spectrul sonor al acordeonului său, jucând la dimensiuni orchestrale. Proiectele Kluster și KTU (cu Trey Gunn și Pat Mastelotto) au fost create prin colaborarea cu samplerul Samuli Kosminen. Unele dintre spectacolele sale live sunt proiectate de Pohjonen ca scenă multimedia și spectacol de lumină. 
Împreună cu Samuli Kosminen, Pohjonen a câștigat premiul finlandez Jussi Film Award pentru cea mai bună muzică de film în 2006, în filmul finlandez Jade Warrior. Sub titlul Soundbreaker (2012, Germania 2014) regizorul Kimmo Koskela a realizat o adaptare cinematografică a biografiei lui Pohjonen.  > 
În anul 2018 Kimmo Pohjonen au fost prezent, în România, printre artișii festivalului Smida Jazz, din Munții Apuseni.

## Discografie
- 1999: Kielo
- 2002: Kluster
- 2002: Kalmuk
- 2004: Plămânul de fier
- 2005: Uumen (Kimmo Pohjonen / Eric Echampard )
- 2005: 8 maimuță armată ( KTU )
- 2011: Uniko (Kimmo Pohjonen, Samuli Kosminen și Kronos Quartet )
- 2012: Soundbreaker
- 2015: Piele sensibilă